# Монжардим, Жайме
Жайме Монжардим Матараццо (англ. Jayme Monjardim Matarazzo, род. 19 мая 1956 года, Сан-Паулу) ― бразильский режиссер.

## Биография
Он единственный сын Андре Матараццо Фильо и Майсы Матараццо.
Среди его работ в качестве режиссера на телевидении — телесериалы "Пантанал", «Земля любви», «Клон», «Америка» и «Прожить жизнь». Он также снял фильм «Ольга».
Был женат на актрисе Ингре Либерату. Он также был женат на актрисе Фернанде Лауэр, от которой у него двое детей (Мария Фернанда Матараццо и Джейме Матараццо Фильо). От актрисы Даниэлы Эскобар, на которой он женился в 1995 году, у него есть сын по имени Андре Матараццо (родился в 1998 году). Они развелись в 2003 году. 10 марта 2007 года женился на певице Тане Мара. В сентябре 2010 года Мара родила дочь, которую назвали в честь матери Монжардима, Майсы.